# Bjäre härad
Bjäre härad var ett härad nordvästra Skåne i dåvarande Kristianstads län som numera utgör delar av Ängelholms kommun och Båstads kommun. Häradets areal var 280,50 kvadratkilometer varav 279,84 land.  Tingsplats var åtminstone från 1861 Ängelholm.

## Vapnet
Häradsvapnet fastställdes av Kungl. Maj:t den 16 december 1955: "I rött fält en i fotsid dräkt klädd, stående kvinnogestalt av guld, krönt med en blå krona och hållande i högra handen en uppslagen blå bok, i den vänstra en blå palmkvist". Kvinnogestalten föreställer S:ta Tora, ett lokalt helgon som även givit upphov till ortnamnet Torekov.

## Namnet
Ortnamnet skrevs 1201 de Biargahered. Det är bildat av biærgh ("berg") och kan antingen stå för "bergens härad" eller "bergsbornas härad". Det har framförts att dessa bergsbor skulle kunna vara identiska med de bergio den romerske historikern Jordanes omnämnde på 500-talet.

## Socknar
I Båstads kommun
- Båstad
- Förslöv
- Grevie
- Hov
- Torekov
- Västra Karup

I Ängelholms kommun
- Barkåkra
- Hjärnarp
- Rebbelberga

## Geografi
Häradet var beläget på den bördiga Bjärehalvön, känd för sitt gynnsamma odlingsklimat, och omfattade även Hallandsås sydvästra sluttningar.
Sätesgårdar var Ängeltofta säteri (Barkåkra socken), Rebbelberga kungsgård (Rebbelberga), Ulriksfälts herrgård (Hjärnarp) och Huntly herrgård (Hjärnarp).
Gästgiverier fanns i kyrkbyn i Båstads socken, kyrkbyn i Torekovs socken, kyrkbyn i Västra Karups socken, och i Margretetorp (Hjärnarp).

## Län, fögderier, tingslag, domsagor och tingsrätter
Häradet hörde mellan 1720 och 1996 till Kristianstads län, Malmöhus län före dess. Från 1997 ingår området i Skåne län. Församlingarna tillhör(de) Lunds stift
Häradets socknar hörde till följande fögderier:
- 1720-1917 Norra och Södra Åsbo samt Bjäre fögderi
- 1918-1990 Ängelholms fögderi

Häradets socknar tillhörde följande  tingslag, domsagor och tingsrätter:
- 1682-1877 Bjäre tingslag som ingick i 
  - 1682-1690 Bjäre och Luggude häraders domsaga
  - 1691-1877 Bjäre, Norra och Södra Åsbo häraders domsaga
- 1878-1970 Södra Åsbo och Bjäre domsagas tingslag som ingick i Södra Åsbo och Bjäre domsaga

- 1971-2001 Ängelholms tingsrätts domsaga
- 2001- Helsingborgs tingsrätts domsaga